# Квинсленд Редс
«Квинсленд Редс» (англ. Queensland Reds — «красные из Квинсленда») — австралийский регбийный клуб, выступающий в сильнейшем чемпионате Южного полушария — Супер Регби. Фактически этот клуб был основан в 1882 году и выступал как сборная, объединявшая представителей сильнейших коллективов штата Квинсленд (находился под управлением регбийного союза Квинсленда). Клуб был преобразован в 1996 году после перехода регби на профессиональную основу и создания чемпионата Супер 12: они стимулировали проведение реформы австралийской системы клубов, в результате которой и была создана команда «Редс». Новый формат отношений клуба с игроками предусматривает контакт не через низшие по статусу команды, а непосредственно через Регбийный союз Квинсленда.
С 1996 по 2005 годы «красные» были одной из трёх австралийских команд чемпионата, наряду с «Уаратаз» из Нового Южного Уэльса и «Брамбиз» из Австралийской столичной территории. Затем число участников турнира пополнили «Уэстерн Форс» из Западной Австралии. В 2011 году в турнире появился пятый австралийский клуб — «Мельбурн Ребелс». «Редс» становились победителями регулярного чемпионата в 1996 и 1999 годах. Первый розыгрыш турнира с пятнадцатью участниками стал для команды победным. В 2012 году «Редс» возглавили австралийскую конференцию по итогам регулярного сезона.
По итогам каждого сезона лучшие игроки клуба получают медаль Стэна Пилецки. Лауреатом 2012 года стал Джеймс Слиппер.

## История

### Регби в Квинсленде

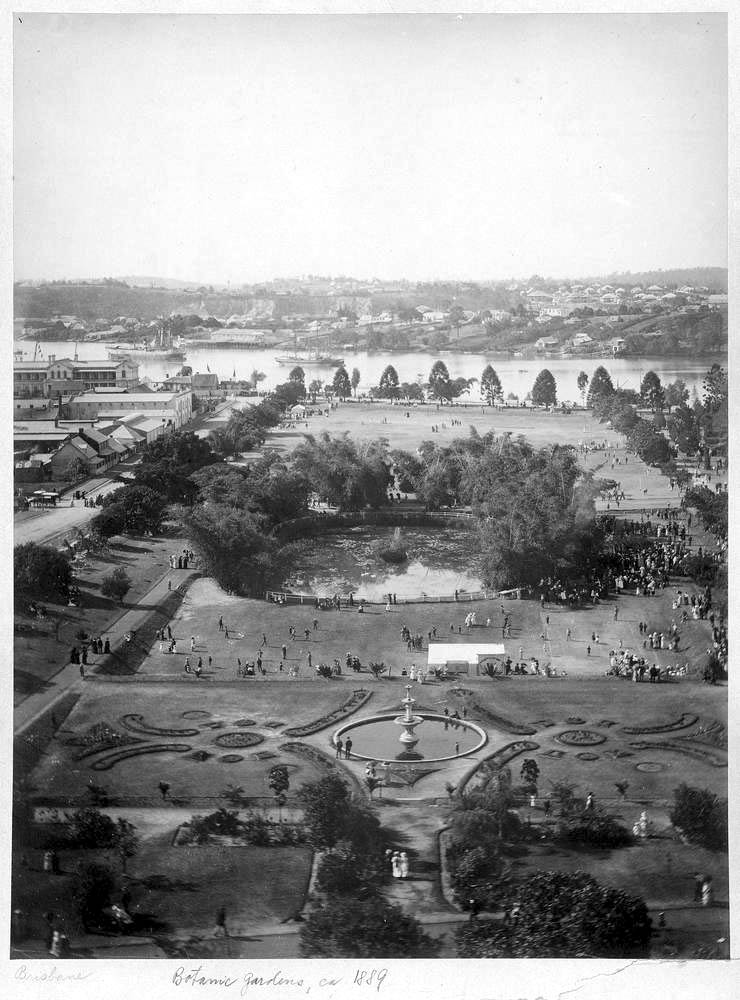
«Куинз Парк» в 1880-х годах.

Первые регбийные игры в Квинсленде прошли в 1876 году. Тогда футбольный клуб «Брисбен», созданный в 1866 году и обратившийся к регби, начал взаимодействовать с недавно появившимися командами «Рейнджерс» и «Боннет Руж». При этом сообщалось, что вскоре правила игры были изменены под влиянием местных игроков. Большая часть матчей 1876 года прошла на стадионе «Куинз Парк», территорию которого сейчас занимают Ботанические сады Брисбена. В 1879 году издание Brisbane Courier сообщило о том, что клуб «Брисбен» уже в течение трёх лет играет по так называемым «викторианским правилам» вместо сложившихся правил регби-15.
В 1880 году «Брисбен», вместе с командами команды «Ватерлоо», «Эксельсьорс» и «Афинианс», стал членом-основателем Футбольной ассоциации Квинсленда. В рамках организации было принято решение о признании викторианских правил, проведении большинства матчей именно по этому своду, в то время как игры по классическому регби должны были проводиться лишь изредка. Однако в 1882 году представитель клуба «Брисбен» Дэниэл Фоули Принг Робертс инициировал проведение регбийного матча между своей командой и коллективом «Сидней Уолларуз». На решение Робертса, возможно, повлиял тот факт, что Регбийный союз Нового Южного Уэльса, который представляли сиднейцы, согласился оплатить все расходы, связанные с организацией встречи. Брисбенские сторонники викторианских правил гневно отреагировали на это сообщение и объявили о том, что ни один игрок Футбольной ассоциации не получит разрешение на участие в матче по правилам регби. В результате в ассоциации произошёл раскол, и был создан Северный регбийный союз, ныне известный как Регбийный союз Квинсленда. Создание новой организации было завершено в конце 1883 года.
В течение следующих нескольких лет популярность регби быстро возрастала. Историк регби Шон Фэган отметил:
Определяющий момент в битве сводов правил настал в 1886 году благодаря квинслендской команде, которая впервые одолела Новый Южный Уэльс в Сиднее. „Успех этой команды, несомненно, как нельзя лучше способствовал развитию регби в Квинсленде. Сторонники викторианской игры с трудом могли удерживать ведущие позиции, завоёванные ранее, но после блестящего выступления команды 1886 года, которая проиграла всего один матч в своём турне, регби стало очень популярно, и в следующем сезоне появилось несколько новых клубов, а викторианская игра стала ослабевать“ (QRU Annual, 1902).

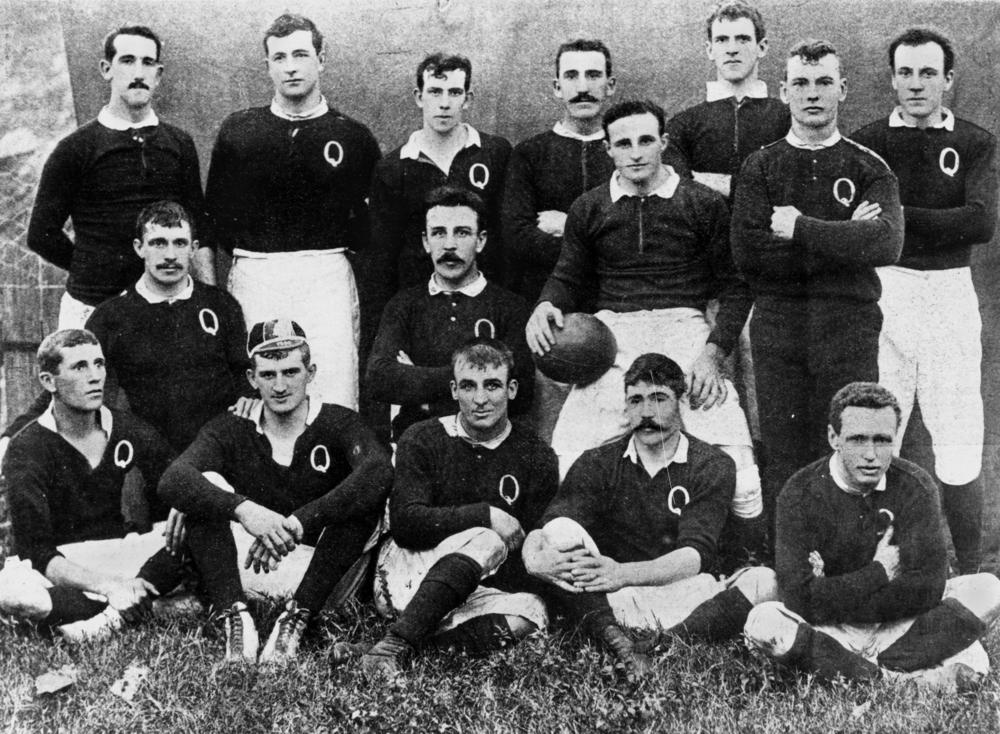
Команда Квинсленда 1899 года, обыгравшая Британию. В переднем ряду: Кент, Боланд, Тэнни, Карри, А. Колтон. В среднем ряду: Гролтон, Грэм, капитан Маккоуэн, Т. Колтон. В заднем ряду: Иванс, Кэрью, Уорд, Остин, Корф, Диксон.

В 1883 году в Брисбене прошёл первый межколониальный матч: сборная Квинсленда обыграла сборную Нового Южного Уэльса со счётом 12:11 на стадионе «Игл Фарм Рейскорс». В 1896 году сборная Квинсленда впервые отправилась в турне по Новой Зеландии. 15 августа состоялась игра австралийцев и сборной хозяев, последние выиграли со счётом 9:0. Спустя три года команда Квинсленда одержала первую победу над международной командой, обыграв британцев (11:3) на «Экзибишн Граунд».
Команда Квинсленда формировалась по принципу сборной, и комплектовалась исключительно игроками из местных клубов в течение долгого времени. Однако с появлением в 1990-х годах клубного чемпионата Южного полушария формат взаимодействия с регбистами несколько изменился.

### Соревнования в XX веке
С появлением регбилиг и началом Первой мировой войны регби в Квинсленде находилось вне поля интересов большинства, и в 1919 году Регбийный союз штата был распущен. Организация была восстановлена в 1928 году, вскоре в число её участников вернулись все ведущие клубы. В период Второй мировой войны игра также испытала проблемы в развитии, но, тем не менее, рост популярности был заметен. В частности, был создан Молодёжный регбийный союз штата. В 1950 году основной союз арендовал у Брисбенской грамматической школы арену «Норманби Овал». В 1966 году союз переехал на «Бэллимор Стэдиум», который стал символом успехов квинслендской команды. В 1980 году сборная впервые обыграла «Олл Блэкс» со счётом 9:3, матч прошёл на территории австралийцев. Спустя два сезона праздновалось столетие команды, и в специальном матче виновники торжества обыграли Новый Южный Уэльс (41:7).

### Появление международного чемпионата
Первый розыгрыш международного турнира Супер 10 прошёл в 1993 году. «Квинсленд» попал в группу «А» вместе с «Оклендом», «Натал», командой Западного Самоа и «Отаго». Австралийцы заняли четвёртое место с пятью очками. В следующем сезоне команда также была определена в группу «А», но на этот раз регбисты набрали 13 очков и возглавили дивизион, обогнав коллектив Норт-Харбора благодаря лучшей разнице игровых очков. Затем австралийцы встретились с победителем группы «Б» — «Наталем». «Квинсленд» стал победителем финального матча (21:10), который прошёл на «Кингс Парк Стэдиум» в Дурбане. Через год австралийская команда сыграла в группе «Б» и снова стала победителем дивизиона. Теперь клуб набрал уже 16 очков, что позволило обогнать ближайшего преследователя («Фри-Стейт») на четыре. В финале команда сыграла с южноафриканским «Трансваалем». Итоговая игра опять прошла на территории соперника — матч приняла арена «Эллис Парк» в Йоханнесбурге, — но это не помешало «Квинсленду» выиграть во второй раз подряд (30:16).

### Супер 12
Переход регби на профессиональную основу потребовал изменения формата соревнования. Была создана организация SANZAR, объединившая регбийные власти Австралии, Новой Зеландии и ЮАР. При поддержке и под руководством нового института стал проводиться новый чемпионат — Супер 12.
Победителем первого регулярного чемпионата в 1996 году стали регбисты Квинсленда, объединённые теперь в команду «Квинсленд Редс». 18 мая состоялся полуфинал турнира, который «красные» провели дома. На «Бэллимор» приехали хорошо знакомые австралийцам соперники из «Натал Шаркс», безапелляционно выбившие «Квинсленд» из дальнейшей борьбы (43:25). Через год клуб подошёл к финалу регулярного сезона лишь девятым. Спустя ещё год команда стала пятой, но для выхода в плей-офф этого было недостаточно.
В 1999 году команда выиграла первую стадию чемпионата. «Редс», как и южноафриканские «Стормерз» заработали 36 очков, но австралийский клуб обеспечил себе преимущество в разнице очков. Игра 1/2 финала, прошедшая на «Бэллимор», снова стала для команды последней в розыгрыше: гости из «Крусейдерс» выиграли со счётом 28:22. В последнем сезоне XX века клуб смог занять только седьмую позицию. Новое столетие австралийцы открыли выходом в полуфинальные матчи, где в третий раз проиграли, теперь — соотечественникам из «Брамбиз» (6:30). Последовавшие сезоны Супер 12 не были отмечены выходом в стадию плей-офф. Если в 2002 году клуб стал пятым, то в 2003 — уже восьмым, а в 2004 и 2005 годах «красные» становились десятой командой чемпионата.

### Супер 14
В 2006 году число участников чемпионата было увеличено до 14 за счёт присоединения австралийцев из «Уэстерн Форс» и южноафриканцев из «Сентрал Читаз». В первом туре «Редс» сыграли с «Уаратаз» и некрупно уступили. Позже команда сыграла с австралийскими новичками и смогла одержать победу. В итоге «Квинсленд» стал двенадцатым, обойдя «Форс» и ныне уже прекративших выступления в чемпионате «Кэтс». Главный тренер команды, Джефф Миллер, покинул свой пост, а его преемником стал Эдди Джонс.
Прибытие Джонса несколько оживило команду. В игре с японцами из «НЕК Грин Рокетс» спортсмены из Квинсленда добились убедительной победы (63:22). Тем не менее, сезон нового Австралийского провинциального чемпионата начался для коллектива не лучшим образом. Сначала «красные» проиграли «Форс» у себя дома (6:32), затем одолели «Уаратаз» в Госфорде (39:17). Через неделю команда выиграла у лидеров — «Брамбиз» — со счётом 20:19 и получила возможность сыграть в финале, где также встретилась с представителями столицы. В отличие от матча отборочной стадии, «Брамбиз» оказались сильнее «красных» (42:17). В том же году состоялся матч «Квинсленда» и национальной сборной Японии. Австралийцы превзошли азиатских регбистов, матч в Японии закончился со счётом 29:22.
Сезон 2007 года стал одним из худших в истории клуба. В первом туре команда выиграла у финалистов прошлого сезона, «Харрикейнз», но затем не одерживала побед вплоть до 12 недели. В последнем же туре команда потерпела унизительное поражение от «Буллз» со счётом 3:92. Подобная разница в счёте стала рекордной для чемпионата в целом. Однако количество пропущенных «красными» очков не стало максимальным, поскольку в 2002 году «Крусейдерс» записали на свой счёт 96 баллов в игре с «Уаратаз».
В 2008 году появились определённые предпосылки возрождения славных традиций клуба. Молодая команда под руководством Фила Муни взяла реванш у «Буллз» (40:8), хотя эта победа и стала главным итогом года. Регбисты «Редс» показывали красивую игру, но уступили «Крусейдерс», «Блюз», «Чифс» и «Уаратаз». «Квинсленд» оказался на двенадцатом месте по итогам года.
С приходом в 2010 году нового наставника, бывшего тренера «Уаратаз» Юэна Маккензи команда смогла частично раскрыть потенциал. После ухода звезды клуба Беррика Барнса в «Уаратаз» свой шанс получили молодые ребисты Куэйд Купер, Дигби Иоане и Уилл Джениа. «Красные» стали единственным коллективом сезона, который смог одолеть обоих прошлогодних финалистов. Кульминацией сезона стала победа 19:12 над «Буллз», одержанная в первую очередь благодаря высокой игровой скорости. В конце сезона команда подверглась эпидемии травм. В частности, в последних двух турах «Редс» играли сильно ослабленным составом и не смогли пройти в зону плей-офф.

### Супер Регби
Обновлённый турнир стартовал в 2011 году, и сразу же «Квинсленд» вошёл в число лидирующих команд чемпионата. После нескольких сезонов весьма посредственных выступлений клуб занял первое место как в созданной Австралийской конференции, так и в общем зачёте, одержав 13 побед при 3 поражениях. В финале, который прошёл на «Санкорп Стэдиум» в Брисбене, «Редс» приняли самую титулованную команду турнира, «Крусейдерс». Противостояние австралийского и новозеландского клубов завершилось победой хозяев, выигравших первый титул за весь период профессионального регби в Южном полушарии. Игра прошла в присутствии рекордной аудитории: стадион посетили 52 113 болельщика. После матча команда прошла по городу парадом, а затем игроки получили символические ключи от города.
2012 год также принёс клубу победу в Австралийской конференции. В том сезоне преимущество «красных» было не столь очевидным, лидерство среди австралийских клубов было получено благодаря вторичным показателям, а в сводной турнирной таблице клуб был третьим. Одним из отличий Супер Регби от предшествующих чемпионатов стал предварительный раунд плей-офф, и именно эта стадия помешала регбистам отстоять титул. В предварительной игре на вылет «красные» проиграли «Шаркс». Чемпионами же впервые стали «Чифс».

## Бренд

Логотип клуба 2007 года, утверждённый в честь 125-летия команды.

До 1895 года сборная Квинсленда использовала большое количество вариантов формы разных расцветок. Затем устоялись варианты красного и бордового цветов. Домашняя форма в течение долгого времени включала бордовую регбийку с белым воротником, тёмно-синие шорты и бордовые носки с белыми полосками. На нынешнем логотипе клуба изображена коала, ниже присутствует надпись Reds. Знак выполнен в малиновом цвете.
В последние годы в цветах команды стал преобладать красный, сейчас регбисты выступают в полностью красном домашнем комплекте формы. На регбийке присутствуют логотип клуба и особый логотип в форме буквы Q. При этом в 2007 году клуб использовал специальный юбилейный логотип, в котором были совмещены четыре эмблемы Регбийного союза Квинсленда последних 100 лет: оригинальная эмблема Северного регбийного союза 1882 года, эмблемы 1910, 1935 годов и современный логотип с коалой.. Тогда же использовался юбилейный комплект формы. Производителем экипировки является компания KooGa, а главным спонсором, чей логотип изображён на форме спортсменов, с 2011 году выступает St. George Bank. На рукавах регбийки присутствуют логотип Супер Регби и реклама ещё одного спонсора Tooheys New. Гостевой комплект схож по стилю с основным, но в оформлении регбийки преобладает белый цвет, а шорты имеют тёмно-синий цвет.

## Стадион

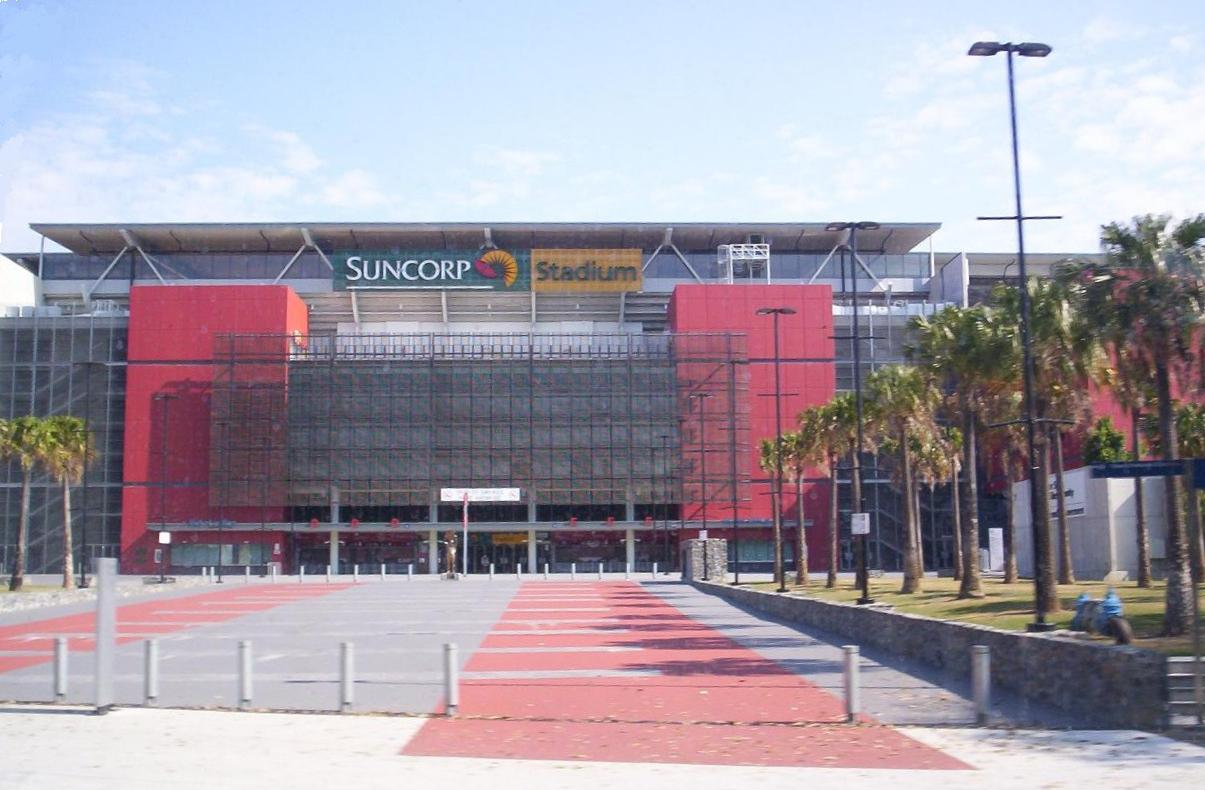
«Санкорп Стэдиум», 2005 год.

В конце 1960-х годов в Брисбене был построен стадион «Бэллимор», долгое время служивший домашней ареной для главной команды Квинсленда. «Редс» играли на стадионе и в период выступлений в Супер 12. В 1987 году, во время проведения первого чемпионата мира, объект принял несколько матчей турнира, в том числе один из четвертьфиналов. Предполагалось, что арена примет и игры мирового первенства 2003 года, но спрос на билеты вынудил перенести эти матчи на «Санкорп Стэдиум». Расширение числа участников чемпионата до 14 стало мотивом для переезда клуба на «Санкорп», который мог вместить 52 500 зрителей. Новая более доступная арена с инфраструктурой мирового уровня рассматривалась как вложение в будущее.
В конце сезона—2006 последний домашний матч клуба был проведён на «Дэйри Фармерс Стэдиум» в северной части штата. Этот стадион используется командой чемпионата по регбилиг «Норт Квинсленд Ковбойз». Сейчас, в межсезонные периоды «Редс» иногда возвращаются на «Бэллимор». Кроме того, некоторые предсезонные встречи проводятся на стадионе «Каррара».

## Болельщики и соперники
В январе 2007 года клуб представил публике свой гимн, который предлагается к исполнению во время матчей и после побед. Песня была записана в Куин Стрит Молл игроками клуба, в частноси, Джоном Роу, Беном Тьюном, Питером Хайнсом и Берриком Барнсом. Также в 2007 году клуб запустил несколько маркетинговых программ (Join the Revolution, The Red Army Needs You и др.), в результате действия которых сообщество болельщиков «Редс» теперь известно как The Red Army («Красная армия»). Главный спонсор команды, банк St. George Bank поддерживает деятельность команды чирлидеров клуба.
Наиболее принципиальными соперниками команды являются другие австралийские клубы: «Брамбиз», «Уаратаз», «Уэстерн Форс» и, с 2011 года, «Мельбурн Ребелс». При этом наиболее богатую историю имеет противостояние «красных» с командами Нового Южного Уэльса. Матчи между «Редс» и «Уаратаз», как правило, становятся самыми посещаемыми играми для «красных», если дерби проводится в Квинсленде. Победителю матча между клубами присуждается кубок Боба Темплтона.
Бывший капитан клуба Джон Илс перед игрой соперников в 2001 году процитировал бывшего игрока сборной Австралии Марк Лоана: „самые тяжёлые битвы происходят с братом на заднем дворе“. Всего команды сыграли друг с другом более 270 матчей, при этом Новый Южный Уэльс становился победителем более, чем в 170 играх, Квинсленду выигрывал более 80 раз, и ещё 12 встреч завершились вничью.

## Результаты

### Супер 12
| Сезон | Место | Игры | Победы | Ничьи | Поражения | Очки + | Очки - | Разница | Бонусы | Турнирные очки | Примечания                               |
| ----- | ----- | ---- | ------ | ----- | --------- | ------ | ------ | ------- | ------ | -------------- | ---------------------------------------- |
| 1996  | 1-е   | 11   | 9      | 0     | 2         | 320    | 247    | +73     | 5      | 41             | (поражение в полуфинале от «Натал»)      |
| 1997  | 10-е  | 11   | 4      | 0     | 7         | 263    | 318    | −55     | 4      | 20             |                                          |
| 1998  | 5-е   | 11   | 6      | 1     | 4         | 273    | 229    | +44     | 5      | 31             |                                          |
| 1999  | 1-е   | 11   | 8      | 1     | 2         | 233    | 170    | +63     | 2      | 36             | (поражение в полуфинале от «Крусейдерс») |
| 2000  | 7-е   | 11   | 6      | 0     | 5         | 317    | 305    | +12     | 6      | 30             |                                          |
| 2001  | 4-е   | 11   | 6      | 0     | 5         | 300    | 277    | +33     | 8      | 32             | (поражение в полуфинале от «Брамбиз»)    |
| 2002  | 5-е   | 11   | 7      | 0     | 4         | 336    | 287    | +49     | 6      | 34             |                                          |
| 2003  | 8-е   | 11   | 5      | 0     | 6         | 281    | 318    | −37     | 6      | 26             |                                          |
| 2004  | 10-е  | 11   | 5      | 0     | 6         | 217    | 246    | −29     | 5      | 25             |                                          |
| 2005  | 10-е  | 11   | 3      | 0     | 8         | 185    | 282    | −97     | 5      | 17             |                                          |

### Супер 14
| Сезон | Место | Игры | Победы | Ничьи | Поражения | Очки + | Очки - | Разница | Бонусы | Турнирные очки | Примечания |
| ----- | ----- | ---- | ------ | ----- | --------- | ------ | ------ | ------- | ------ | -------------- | ---------- |
| 2006  | 12-е  | 13   | 4      | 0     | 9         | 240    | 320    | −80     | 6      | 22             |            |
| 2007  | 14-е  | 13   | 2      | 0     | 11        | 201    | 438    | −237    | 3      | 11             |            |
| 2008  | 12-е  | 13   | 3      | 1     | 9         | 258    | 323    | −65     | 4      | 18             |            |
| 2009  | 13-е  | 13   | 3      | 0     | 10        | 258    | 380    | −122    | 4      | 19             |            |
| 2010  | 5-е   | 13   | 8      | 0     | 5         | 366    | 308    | +58     | 7      | 39             |            |

### Супер Регби
| Сезон | Место | Игры | Победы | Ничьи | Поражения | Очки + | Очки - | Разница | Бонусы | Турнирные очки | Примечания                                          |
| ----- | ----- | ---- | ------ | ----- | --------- | ------ | ------ | ------- | ------ | -------------- | --------------------------------------------------- |
| 2011  | 1-е   | 16   | 13     | 0     | 3         | 429    | 309    | +120    | 6      | 66             | (победа в финале над «Крусейдерс»)                  |
| 2012  | 3-е   | 16   | 11     | 0     | 5         | 359    | 347    | +12     | 6      | 58             | (поражение в отборочном раунде плей-офф от «Шаркс») |

### Достижения
- Супер Регби
  - Чемпион: 2011
  - Полуфиналист: 1996, 1999, 2001
- Австралийский провинциальный чемпионат
  - Второе место: 2006

### Рекорды
- Наибольшее число очков: Элтон Флэтли
- Наибольшее число очков в сезоне: Куйэд Купер (228, 2011 г.)
- Наибольшее число попыток: Крис Летем (38)
- Наибольшее число попыток в сезоне: Крис Летем (10, 2002 г.)
- Наибольшее число попыток в одном матче: Род Дэвис (3, «Блюз», 2011 г.)

## Игроки

### Текущий состав
Сезон 2013 года.

### Капитаны
- 1996—1997: Тим Оуран
- 1998—1999: Дэвид Уилсон
- 2000—2001: Джон Илс
- 2002—2003: Дэниэл Херберт
- 2003: Тоутаи Кефу
- 2004—2005: Элтон Флэтли
- 2006—2008: Джон Роу
- 2008: Сэм Кордингли
- 2008—н. в.: Джеймс Оруилл
  - 2009: Беррик Барнс (замена)
  - 2010: Уилл Джениа (замена)

### «Клуб 100»
Игроки, которые провели за команду 100 и более матчей.
| - Питер Григг - Джон Илс - Тоутаи Кефу - Марк Коннорс - Дэн Кроули - Дэвид Крофт - Майкл Лайнаф - Крис Летем - Джейсон Литтл - Род Макколл - Пол Маклин - Брендан Мун - Тим Оуран | - Стэн Пилецки - Джон Роу - Питер Слеттери - Эндрю Слэк - Дамьен Смит - Бен Тьюн - Дэвид Уилсон - Элтон Флэтли - Майкл Фоули - Шон Хардмен - Дэниэл Херберт - Тони Шоу |

### Обладатели медали Стэна Пилецки
| - 1992: Питер Слеттери - 1993: Род Макколл - 1994: Мэттью Пини - 1995: Джейсон Литтл - 1996: Джейсон Литтл - 1997: Джон Илс - 1998: Джон Илс - 1999: Крис Летем / Дэниэл Херберт - 2000: Крис Летем - 2001: Тоутаи Кефу - 2002: Крис Летем | - 2003: Джулиан Хаксли - 2004: Крис Летем - 2005: Нэтан Шарп - 2006: Родни Блэйк - 2007: Дэвид Крофт - 2008: Дэвид Крофт - 2009: Дигби Иоане - 2010: Уилл Джениа - 2011: Уилл Джениа - 2012: Джеймс Слиппер |

## Тренеры
- 1989—2000: Джон Коннолли
- 2001—2002: Марк Макбейн
- 2003: Эндрю Слэк
- 2004—2006: Джефф Миллер
- 2007: Эдди Джонс
- 2008—2009: Фил Муни
- 2010—2012: Юэн Маккензи
- 2013—н. в.: Ричард Грэм